# Survir Jit Singh Chhatwal
Survir Jit Singh Chhatwal (* 1. Oktober 1931 in Bannu) ist ein ehemaliger indischer Diplomat.

## Leben
Survir Jit Singh Chhatwal ist der Sohn von Datar und Master der Babasaheb Bhimrao Ambedkar University. 1955 trat er in den Auswärtigen Dienst. Von 1958 bis 1960 wurde er in Madrid beschäftigt und von 1960 bis 1962 war er stellvertretender Sekretär im Außenministerium in Neu-Delhi. Von 1962 bis 1964 war er Gesandtschaftssekretär erster Klasse in Havanna und von 1965 bis 1966 an der Abteilung Öffentlichkeitsarbeit in Neu-Delhi tätig. Von 1966 bis 1968 war er Gesandtschaftssekretär erster Klasse in Ottawa. Von 1968 bis 1971 war er Generalkonsul in Seoul. Von 1972 bis 1973 war er Direktor im Außenministerium. Von 1973 bis 1975 war er Protokollchef der Regierung von Indien. Von 1975 bis 1979 war er Hochkommissar in Kuala Lumpur. Von 1979 bis 1982 war er Botschafter in den Kuwait. Von 1982 bis 1985 war er Hochkommissar in Colombo. Von Juni 1985 bis März 1990 war er Hochkommissar in Ottawa. Von März 1990 bis 1991 war er Professor an der Jawaharlal Nehru University. Von 1991 bis 1996 war er Mitglied und Präsident der Union Public Service Commission.